# 橋川正
橋川 正（はしかわ ただす、1894年1月30日 - 1931年9月6日）は、日本の大正 - 昭和期に活躍した歴史学者・仏教史学者。

## 経歴
京都の真宗大谷派の寺院仏願寺に生まれる。真宗京都中学（現、大谷中学校・高等学校）を経て、1917年に真宗大谷大学（現、大谷大学）を卒業。その後、研究科在籍のまま、京都帝国大学文学部国史学科に依託生として入学。三浦周行・西田直二郎に師事した。1921年、同卒業とともに、真宗大谷大学学部助教授兼予科教授に就任。24年、同教授。この間、1920年には、父恵順の死去により、仏願寺住職および常葉幼稚園長を継職している。
同大学奉職後は、仏教史・真宗史の研究・教育に尽力するとともに、個別寺院史・地域史研究にも従事し、短期間に多くのすぐれた業績を残した。また 1927年には、同大学に国史学会を創設。同大学での歴史学・仏教史学の研究・教育を本格的に始動させた。
1929年10月以後、1年半にわたり、史学研究のためアメリカ・ヨーロッパに留学したが、帰国後の1931年4月、同僚であった曽我量深・ 金子大栄の著述を異安心とする問題が起こったため、他の教授とともにこの処置に抗議して大谷大学を連袂辞職。その直後より健康状態が悪化し、同年9月、38歳をもって急逝した。
専門とする日本仏教史学に、西田直二郎より受けた文化史的方法論を導入し、恩師である山田文昭（真宗大谷大学教授）が創始した仏教史学の研究・教育に尽力、その学問的水準を飛躍的に高めた。

## 家族
- 父・橋川恵順（1860-1920）：真宗大谷派の僧侶で、社会事業や慈善活動を行った[1]。常葉幼稚園設立のほかに、明治26年に京華看病婦学校を創設し、看護婦養成事業を行なった。これを補佐した大渓専は恵順に倣って愛知県で看病婦学校を設立し、同校はのちに名古屋短期大学となった[2]。
- 妹・藤波和（1898-1965）：1923年に『時事新報』記者で僧侶の藤波大円と結婚[1]。
- 義弟・藤波大円（1893-1945）：和の夫。教誓寺の住職の子として生まれ、真宗京都中学校を1914年に卒業、真宗大谷大学の兼修科を1918年に卒業し、上海にあった東亜同文書院に学んだ[1]。帰国後『時事新報』の政治部記者となり、1925年まで勤務[1]。1927年に本山の命により朝鮮を視察し、『朝鮮開教五十年誌』の編集を務め、1928年より真宗大谷派宗議会議員と議長、1935年より仙台教務所長を歴任し その後高山教務所長兼高山別院輪番を務めて、別院本堂の再建に尽力した[1]。義兄・正の急逝により、1931年からは常葉幼稚園の第三代園長となり、常葉日曜学校長と大谷常葉少年団長も兼務した[1]。1941年にタイを視察、帰国後、真宗大谷派の南方南支方面開教監督部長及び東本願寺広東別院の輪番に任命され、開教監督として現地で布教活動を行なっていたが、終戦直後の1945年9月、広東別院の宿舎に乱入した暴徒により殺された[1]。「文徳院釋大圓法師」と号せられた[1]。実弟にフランシスコ・ザビエルの肖像画などを発見したことで知られる郷土史家で教誓寺住職の藤波大超がいる。

## 主要な著書
- 上宮太子御記の研究（護法館、1921年）
- 蓮如上人の和歌（中外出版社、1923年）
- 真宗教義・真宗史要（共著）（法藏館、1924年）
- 日本仏教文化史の研究（中外出版社、1924年）
- 日本仏教と社会事業（丙午出版社、1925年）
- 鞍馬寺史（鞍馬山開扉事務局出版部、1926年）
- 野洲郡史（上・下）（滋賀県野洲郡教育会、1927年）
- 概説日本仏教史（文献書院、1929年）
- 綜合日本仏教史（目黒書店、1932年）
- 〈年譜・著作目録〉流泉集－橋川正遺稿短歌集－（私家版、1931年）
- 〈追悼文〉『歴史と地理』第28巻第4号（1931年）